# Brezje pod Nanosom
Brezje pod Nanosom este o localitate din comuna Postojna, Slovenia, cu o populație de 31 de locuitori.